# Željko Pahek
Željko Pahek (Županja, Iugoslávia, 1954) é um quadrinista sérvio e croácio. É mais conhecido pela séries "La Légion des imperméables" ("The Legion Of The Waterproof"), "Moby Dick" i "Error data". Ele vive em Belgrado, Sérvia.

## Obras
Principais criações
- Astro-iđani, Iugoslávia /Sérvia/, 1981-1983. (Álbuns em sérvio 1986, 2007. e 2009.)
- Legija nepromočivih, Iugoslávia /Sérvia/, 1985— (Álbuns em sérvio 1997. e 2010. Alias "La Légion des Imperméables", França, 2016;[3] e "The Legion Of The Waterproof")
- Once upon a time in the future, Estados Unidos, 1991.
- Depilacija mozga, Iugoslávia /Sérvia/, 1997.
- Badi kukavica i druge priče, Iugoslávia /Sérvia/, 2001.
- Moby Dick 1-2, com Jean-Pierre Pécau, França, 2005.
- Avili! Avili!, Sérvia, 2012.
- 1300 kadrova, Bósnia e Herzegovina, 2014.
- Error Data (Chronicles by a Burnt Out Robot), Inglaterra, 2016.

Antologias
- Durch Bruch, Alemanha, 1990. (alias: Breakthrough, Après le mur, Falomlás, Der var engang en mur, Murros: Rautaesirippu repeää...)
- 15 Years of Heavy Metal: The World's Foremost Illustrated Fantasy Magazine, Estados Unidos, 1992.
- Signed by War — Getekend door de oorlog („Potpisano ratom”), Países Baixos, 1994.
- 20 Years of Heavy Metal, Estados Unidos, 1997.
- Heavy Metal Magazine: 35th anniversary issue", Estados Unidos, 2012.
- Balkan Comics Connections: Comics from the ex-YU Countries, Reino Unido, 2013.
- Odbrana utopije, Sérvia, 2014.
- Sarajevski atentat, Bósnia e Herzegovina, 2016.

Colorista
- „Jeremiah” (Hermann Huppen)
- „Les Tours de Bois-Maury” (Hermann)